# North Troy
North Troy es una villa ubicada en el condado de Orleans en el estado estadounidense de Vermont. En el año 2010 tenía una población de 620 habitantes y una densidad poblacional de 124 personas por km².

## Geografía
North Troy se encuentra ubicada en las coordenadas 44°59′41″N 72°24′2″O / 44.99472, -72.40056.

## Demografía
Según la Oficina del Censo en 2000 los ingresos medios por hogar en la localidad eran de $25,694 y los ingresos medios por familia eran $31,042. Los hombres tenían unos ingresos medios de $26,765 frente a los $20,000 para las mujeres. La renta per cápita para la localidad era de $13,291. Alrededor del 12.5% de la población estaban por debajo del umbral de pobreza.